# ひより台大橋
ひより台大橋（ひよりだいおおはし）は、仙台市太白区の八木山南とひより台の間の笊川に架かる橋である。1966年3月に橋の建設が盛り込まれた都市計画が決定してから完成までに49年かかり、完成まで「幻の橋」と呼ばれていた。橋ができるまでは笊川の谷を大きく迂回するしかなかった。
仙台市地下鉄東西線の建設に伴い、そのアクセス道路としての必要性が高まったとして2009年に着工された。都市計画決定時にはこの地下鉄の構想は無かった。橋を含む市道川内旗立線 (1,050m) の事業費は約38億円。
最寄りとなる地下鉄東西線の八木山動物公園駅は橋の北東約1.7kmの位置。

## 諸元
- 着工：2009年（平成21年）
- 竣工：2015年（平成27年）
- 全長：290.0m
- 幅員：14.5m〜17.5m